# Batavija, Nizozemska vzhodna Indija
Batavija, imenovana tudi Batauia  v malajskem jeziku mesta, je bila glavno mesto Nizozemske Vzhodne Indije . Območje ustreza današnji Džakarti v Indoneziji. Batavija se lahko nanaša na ožje mesto ali njegova predmestja in zaledje, Ommelanden, ki je vključevalo veliko večje območje rezidence Batavija v današnjih indonezijskih provincah Džakarta, Banten in Zahodna Java.
Ustanovitev Batavije s strani Nizozemcev leta 1619 na mestu ruševin Džayakarte je pripeljala do ustanovitve nizozemske kolonije; Batavija je postala središče trgovske mreže Nizozemske vzhodnoindijske družbe v Aziji. Monopol nad lokalnimi pridelki so povečali neavtohtoni tržni pridelki. Da bi zaščitili svoje komercialne interese, sta družba in kolonialna uprava absorbirala okoliško ozemlje.

## Nizozemska vzhodnoindijska družba (1610–1799)

### Prihod
Amsterdamski trgovci so se leta 1595 pod poveljstvom Cornelisa de Houtmana odpravili na ekspedicijo na vzhodnoindijski arhipelag. Prvo potovanje Britanske vzhodnoindijske družbe leta 1602, ki ji je poveljeval James Lancaster, je prispelo v Aceh in plulo naprej do Bantama. Tam je bilo Lancastru dovoljljeno zgraditi trgovsko postajo, ki je bila središče angleške trgovine v Indoneziji do leta 1682.  :29

Nizozemska vlada je leta 1602 nizozemski vzhodnoindijski družbi podelila monopol nad azijsko trgovino. Leto kasneje je bila v Bantamu na Zahodni Javi ustanovljena prva stalna nizozemska trgovska postaja v Indoneziji. Princ Džayawikarta je leta 1610 nizozemskim trgovcem dovolil zgraditi leseno skladišče in hiše na vzhodnem bregu reke Ciliwung nasproti Džayakarte, postojanka pa je bila ustanovljena naslednje leto. :29Ko se je nizozemska moč povečala, je Džayawikarta Angležem dovolil zgraditi hiše na zahodnem bregu Ciliwunga in utrdbo blizu njegove carine, da bi ohranili ravnotežje moči.
Napetosti med princem Džayawikarto in Nizozemci so se stopnjevale do leta 1618, ko so vojaki Džayawikarte oblegali nizozemsko trdnjavo, v kateri sta bila skladišča Nassau in Mauritius. Angleška flota 15 ladij je priplula pod vodstvom Thomasa Dalea, nekdanjega guvernerja kolonije Virginia . Po pomorski bitki je novoimenovani nizozemski guverner Jan Pieterszoon Coen pobegnil na Moluke, da bi poiskal podporo; Nizozemci so leta 1605 zavzeli prvo portugalsko utrdbo. Poveljnik nizozemske garnizije Pieter van den Broecke in pet drugih moških je bilo aretiranih med pogajanji, saj je Džayawikarta verjel, da so ga Nizozemci prevarali. Džayawikarta in Angleži so nato sklenili zavezništvo. 
Nizozemska vojska je bila tik pred tem, da se preda Angležem, ko je leta 1619 sultanat Banten poslal skupino vojakov, da bi poklicali Džayawikarto. Bantenske oblasti niso odobrile dogovora Džayawikarte z Angleži. Konflikt med Bantenom in Džayawikarto ter napet odnos med Bantenom in Angleži sta Nizozemcem ponudila novo priložnost. Coen se je 28. maja 1619 z Moluških otokov vrnil z okrepitvami,  dva dni pozneje je Džayakarto zravnal z zemljo  :35in izgon njenega prebivalstva.  :50Ostal je le luško-sundanski padrão.
Džayawikarta se je umaknil v Tanara, v notranjost Bantena, kjer je pozneje umrl. Nizozemci so se tesneje povezali z Bantenom in prevzeli nadzor nad pristaniščem, ki je postalo regionalno nizozemsko središče moči.

### Ustanovitev
Regija, ki je postala Batavija, je prišla pod nizozemski nadzor leta 1619, sprva kot razširitev prvotne nizozemske utrdbe in nove zgradbe na ruševinah nekdanje Džayakarte. Coen se je 2. julija 1619 odločil razširiti prvotno trdnjavo v večjo trdnjavo in 7. oktobra istega leta na Nizozemsko poslal načrte za grad Batavija. Grad je bil večji od prejšnjega, z dvema severnima bastijonoma, ki sta ga ščitila pred pomorskim napadom.  Skladišča Nassau in Mauritius sta bila razširjena s postavitvijo vzhodnega prizidka utrdbe, ki ga je nadziral poveljnik Van Raay, 12. marca 1619. 
Čeprav je Coen želel novo naselje poimenovati Nieuw-Hoorn po Hoornu (svojem rojstnem kraju), mu je to preprečil upravni odbor Nizozemske Vzhodnoindijske družbe.  Batavija je bila izbrana za novo ime utrdbe in naselja, slovesnost poimenovanja pa je potekala 18. januarja 1621.  Ime je dobila po germanskem plemenu Batavi, ki je v času rimskega cesarstva naseljevalo območje Batavije; takrat je veljalo, da je to pleme prednik nizozemskega ljudstva. Džayakarta se je več kot 300 let imenovala Batavija.
V regiji Batavija so bile tri vladne uprave. :7Začetna oblast je bila ustanovljena leta 1609 :7in postala kolonialna visoka vlada, sestavljena iz generalnega guvernerja in Sveta Nizozemske Indije. :7Mestna (ali civilna) uprava mesta Batavija je bila ustanovljena leta 1620. :924. junija 1620 sta bila dva uradnika družbe in trije svobodni meščani (ali meščani) imenovani v prvi kolegij svetnikov. Lokalna podeželska uprava, ustanovljena leta 1664, je v celoti začela delovati leta 1682. :10Javanskemu ljudstvu je bilo prepovedano naseljevanje v Bataviji od njene ustanovitve leta 1619. :194

### Razširitev
Od svoje ustanovitve je bila Batavija načrtovana v dobro definirani postavitvi. Vzhodno od reke Ciliwung so bili leta 1619 izkopani trije jarki, njeni prvi nizozemski kanali. Kanali so bili imenovani (od juga proti severu) Leeuwengracht, Groenegracht in Steenhouwersgracht. Območje gradu se začne na nekdanjem polju severno od Steenhouwersgrachta, na katerem je bila ustanovljena mestna tržnica.   Prva cerkev in mestna hiša sta bili zgrajeni ok. 1622 na vzhodnem bregu reke; Prva združena cerkev in mestna hiša v Bataviji (zamenjana v 1630-ih) je bila na 6°07′56″S 106°48′42″E / 6.132212°S 106.811779°E .
Okoli leta 1627 so tri kanale povezali s prekopom Tijgersgracht. Novi kanal je bil obdan s kokosovimi drevesi; po mnenju sodobnega opazovalca: "Med kanali je Tygersgracht najbolj veličasten in najprijetnejši, tako zaradi lepote svojih zgradb kot zaradi okrasja svojih ulic, ki dajejo zelo prijetno senco tistim, ki gredo po ulici.". Prinsestraat, prvotno ulica, ki je vodila do gradu, je postala urbano središče, ki povezuje južna vrata gradu z mestno hišo.
Vzhodna Batavija je bila zaščitena z dolgim kanalom, ki je povezoval grajski jarek in ovinek reke Ciliwung ter je potekal pod rahlim kotom do Tijgersgrachta. Prekop je stal več kot 160.000 realov, ki so jih plačali večinoma Kitajci namesto podjetja (ki je Grad utrdilo s suženjskim in jetniškim delom).  Kratkotrajni zunanji kanal je bil preoblikovan nekaj let po obleganju Batavije v letih 1628–29.
Vzhodno od Batavije je sultan Agung (kralj sultanata Mataram ) z zmago nad Surabajo leta 1625 pridobil nadzor nad večino Jave. :3127. avgusta 1628 je Agung začel z obleganjem Batavije.  :52Po velikih izgubah v prvem poskusu se je umaknil in naslednje leto sprožil drugo ofenzivo.  :31 :52–53Tudi to ni uspelo; nizozemska flota mu je uničila zaloge in ladje v pristaniščih Cirebon in Tegal .  :53Čete Matarama, lačne in zdesetkane zaradi bolezni, so se znova umaknile.  :53Agung se je nato preselil proti vzhodu,  :53napadel  Blitar, Panarukan in kraljestvo Blambangan v vzhodni Javi (vazalna država balijskega kraljestva Gelgel).  :55
Po obleganju je bilo odločeno, da Batavija potrebuje močnejši obrambni sistem. Na podlagi dela flamskega matematika in vojaškega inženirja Simona Stevina, je generalni guverner Jacques Specx  :463zasnoval jarek in mestno obzidje; podaljški obzidja so bili zgrajeni zahodno od Batavije in mesto je bilo popolnoma zaprto.
Leta 1656 zaradi spora z Bantenom Javanci niso smeli živeti znotraj mestnega obzidja in so se naselili izven Batavije. Kitajci in Mardijkerji so bili edini nenizozemski naseljenci v obzidanem mestu. Premirje z Bantenom leta 1659 je omogočilo rast mesta in zgradili so več bambusovih hiš. Leta 1667 so prepovedali bambusove hiše in živino, bogati Nizozemci pa so gradili visoke hiše in kanale.

### Regija
Regija je bila pomemben vir živilskih pridelkov in gradbenega materiala. Nizozemska vzhodnoindijska družba je leta 1664 ustanovila lokalno upravo, ki je začela delovati leta 1682. :10Kitajski prebivalci so začeli gojiti sladkorni trs. :6
Obsežno gojenje je negativno vplivalo na okolje in severno območje Batavije je doživelo obalno erozijo. Kanali so zahtevali obsežno vzdrževanje s pogostimi zaporami zaradi poglabljanja .  Prebivalci Ommelanden so živeli v podeželskih hišah ali etničnih kampungih, ki jih je vodil glavar. :5

### Poboj leta 1740
Batavijska industrija sladkorja je uplahnila v 1730-tih,:169:29 s posledicami naraščajoče nezaposlenosti in socialnih nemirov.:169 Leta 1739 je bilo v Bataviji 10,574 Kitajcev, ki so živeli v the Ommelandenu.:53
Kitajci, ki so se bali, da bi jih vrgli čez krov in se utopili, so se uprli.   :99Od 9. do 22. oktobra 1740 je bilo ubitih deset tisoč Kitajcev.  Nekaj preživelih kitajskih prebivalcev so naslednje leto preselili v Glodok, zunaj mestnega obzidja. 

## Nizozemska Vzhodna Indija (1800–1949)
Potem ko je Nizozemska vzhodnoindijska družba leta 1800 bankrotirala in bila razpuščena, je Batavska republika nacionalizirala njene dolgove in posest ter razširila svoje ozemeljske zahteve v kolonijo, znano kot Nizozemska Vzhodna Indija. Batavia se je iz regionalnega sedeža podjetja razvila v glavno mesto kolonije.

### Širitev proti jugu
Leta 1808 se je Herman Willem Daendels odločil zapustiti propadajoče, nezdravo staro mestno jedro. Novo mestno jedro je bilo zgrajeno južneje, na posestvu Weltevreden. Batavia je postala mesto z dvema središčema; Kota je bila poslovno središče s pisarnami in skladišči ladijskih in trgovskih podjetij, Weltevreden pa je bil dom vlade, vojske in trgovin. Središča sta povezovala kanal Molenvliet in cesta ob kanalu.

### Britanska vladavina
Pod britansko oblastjo je Daendelsa zamenjal Stamford Raffles.   :115–122 :25Leta 1811 se je Raffles – ki je bil zaposlen pri Britanski vzhodnoindijski družbi kot tajnik guvernerja Malacce – odločil prevzeti vlado v Bataviji. Eden od razlogov je bil preprečiti, da bi Francozi popolnoma vstopili, saj je Napoleon imenoval Daendelsa (ki je tesno sodeloval s Francozi).
Leta 1816 so se Nizozemci vrnili na oblast. Evropejci so bili pripeljani na otočje, da bi ustanovili kolonijo na prazni zemlji, kar je sprožilo vojne na Javi in Sumatri . V nizozemsko Indijo so pripeljali veliko število vojakov, da bi zatrli nemire (zlasti na Sumatri) in razširili vpliv nizozemske vlade izven Jave. Nizozemci pa nikoli niso osvojili celotnega otočja.
Razvoj Weltevredena kot upravnega središča kolonije se je nadaljeval, pri čemer se je središče Batavije postopoma premaknilo proti jugu iz Stare Batavije. Pojavil se je nov Indijski imperialni stil arhitekture; zgrajene so bile belo ometane vile z veliko sprednjo verando, zlasti okoli Koningspleina in pri Weltevredenu. Ta novejši del Batavije je bil na splošno bolj odprt kot razvita kanalska mestna podoba Stare Batavije. 

### Tehnološki napredek
Za razliko od prve polovice 19. stoletja je bila druga polovica stoletja mirno obdobje, za katerega sta bila značilna gospodarska in tehnološka ekspanzija ter stabilna vlada. Leta 1856 je bila med Batavijo in Buitenzorgom postavljena prva telegrafska linija v regiji. Leta 1859 je bila Batavija povezana s Singapurjem s prvo mednarodno telegrafsko povezavo Nizozemske Vzhodne Indije. Dve leti kasneje je mesto dokončalo svojo prvo plinarno, njegove ulice pa so bile do leta 1862 osvetljene s plinom. Prvi tramvaji in telefoni so prišli leta 1882.
Tramvaj s konjsko vprego, uveden v Batavijo leta 1869, je bil leta 1882 nadgrajen na parni pogon in leta 1900 na elektriko. Leta 1869 se je začela tudi prva mestna železnica, proga od Batavie do Buitenzorga pa je bila dokončana leta 1873.  Prva ledenica v mestu je bila zgrajena leta 1870.
Odprtje Sueškega prekopa leta 1869 je povečalo potrebo po novem pristanišču. Pristanišče Tanjung Priok je bilo dokončano leta 1885 in je nadomestilo stoletja staro, neustrezno Sunda Kelapa, kar je znatno povečalo trgovino in turizem v Bataviji in nizozemski Vzhodni Indiji.

### Ukinitev sistema pridelave
Sistem pridelave ( cultuurstelsel ) je bila nizozemska vladna politika sredi 19. stoletja, ki je zahtevala, da je del kmetijske proizvodnje namenjen za izvoz. Indonezijski zgodovinarji to imenujejo tanam paksa (prisilno sajenje).
Ukinitev sistema pridelave leta 1870 je povzročila hiter razvoj zasebnega podjetništva v nizozemski Vzhodni Indiji. Na Javi, zlasti v Bataviji, so bile ustanovljene številne trgovske družbe in finančne ustanove. Propadajoče strukture starega mesta so nadomestili s pisarnami, običajno ob reki Ciliwung. Zasebna podjetja so imela v lasti (ali upravljala) plantaže, naftna polja in rudnike. Prva železniška proga na otoku je bila odprta leta 1867, železniške postaje pa so bile zgrajene v urbanih središčih, kot je Batavija.
Po vsem mestu so bile ustanovljene šole, bolnišnice, tovarne, uradi, trgovska podjetja in pošte. Izboljšave prevoza, zdravja in tehnologije v Bataviji so spodbudile več Nizozemcev, da so se preselili v prestolnico, batavska družba pa je postajala vse bolj nizozemska. Mesto je trgovalo z Evropo in povečan ladijski promet je privedel do izgradnje novega pristanišča v Tanjung Prioku med letoma 1877 in 1883.
Tujci so bili lokalno znani kot totoki, kar je razlikovalo nove kitajske prišleke od peranakanov. Številni totoki so sprejeli indonezijsko kulturo in nosili kebaje, saronge in poletne obleke.
Do konca 19. stoletja je bilo prebivalstvo Batavije štelo 115.887 ljudi; od tega je bilo 8.893 Evropejcev, 26.817 Kitajcev in 77.700 domorodnih otočanov. Širjenje komercialne dejavnosti v mestu je vodilo do priseljevanja velikega števila nizozemskih delavcev in podeželskih Javancev v Batavijo. Leta 1905 je prebivalstvo Batavije in njene okolice doseglo 2,1 milijona, vključno s 93.000 Kitajci, 14.000 Evropejci in 2.800 Arabci. Ta rast je povzročila povečano povpraševanje po stanovanjih, cene zemljišč pa so narasle. Nove hiše so bile zgrajene tesno skupaj, naselja kampung pa so zapolnila prostore med hišami. Naselja, ki so bila zgrajena brez upoštevanja tropskih razmer v regiji, so povzročila prenaseljenost, slabe sanitarne razmere in pomanjkanje javnih dobrin.  Na Javi je leta 1913 izbruhnila kuga.
Zapuščeni jarki in obzidje stare Batavije so v tem obdobju doživeli razcvet, saj so vzdolž reke Ciliwung ustanavljali trgovske družbe.  Staro mesto se je kmalu ponovno vzpostavilo kot trgovsko središče, s stavbami iz 20. in 17. stoletja, ki mejijo ena na drugo.

### Nizozemska etnična politika
Nizozemska etična politika je bila uvedena leta 1901 in je razširila izobraževalne možnosti za avtohtono prebivalstvo nizozemske Vzhodne Indije. Leta 1924 je bila v Bataviji ustanovljena pravna šola. Po popisu prebivalstva leta 1930 je bilo v mestu 435.000 prebivalcev.  :50
Univerza v Bataviji je bila ustanovljena leta 1941 in kasneje postala Univerza Indonezije. Leta 1946 je nizozemska kolonialna vlada v Džakarti ustanovila Nood Universiteit (Univerza za nujne primere). Naslednje leto se je njeno ime spremenilo v Universiteit van Indonesië (UVI). Po indonezijski nacionalni revoluciji je vlada februarja 1950 v Džakarti ustanovila Universiteit Indonesia, državno univerzo. Kasneje se je ime spremenilo v Universitas Indonesia.

### Osamosvojitveno gibanje
Član Volksraada Mohammad Husni Thamrin je kritiziral kolonialno vlado, ker ignorira kampunge in skrbi za bogate v Mentengu. Leta 1909 je Tirto Adhi Soerjo v Bataviji ustanovil Islamsko komercialno zvezo za podporo indonezijskih trgovcev. Sledile so podružnice na drugih področjih. Leta 1920 sta Oemar Said Tjokroaminoto in Agus Salim v Bataviji ustanovila odbor za podporo Otomanskemu kalifatu.
Vohuni so Nizozemce opozorili na načrtovani upor leta 1926 in voditelji Komunistične partije Indonezije (PKI) so bili aretirani. Andries Cornelis Dirk de Graeff je zamenjal Dirka Focka kot generalnega guvernerja in upori v Bataviji, Bantenu in Prianganu so bili hitro zatrti. Oboroženi komunisti so za eno noč zasedli telefonsko centralo Batavija, preden so jih ujeli. Nizozemci so poslali zapornike v Banden in v kazensko kolonijo v Boven-Digoel v Zahodni Novi Gvineji, kjer so mnogi umrli zaradi malarije. Sukarno in Študijski klub sta 4. julija 1927 ustanovila indonezijsko nacionalistično združenje (ki je postalo Indonezijska nacionalna stranka in se je kasneje pridružilo Partai Sarekat Islam, Budi Utomo in Surabaya Study Club, da bi oblikovala Zvezo indonezijskih političnih združenj).
Oktobra 1928 je bil v Bataviji mladinski kongres in skupine so mesto začele imenovati Džakarta. Zahtevali so neodvisnost Indonezije, izobesili rdeče-belo zastavo in zapeli indonezijsko himno, ki jo je napisal Wage Rudolf Supratman. Nizozemci so prepovedali zastavo, himno ter besedi "Indonezija" in "Indonezijec". 
5. marca 1942 je Batavija padla pod Japonce. Nizozemci so se uradno predali japonskim okupacijskim silam 9. marca 1942 in oblast kolonije je bila prenesena na Japonsko. Batavija se je preimenovala v Džakarto. Gospodarski položaj in fizično stanje indonezijskih mest sta se med okupacijo poslabšala. Stavbe so bile spremenjene v taborišča za internacijo Nizozemcev.
Po japonskem porazu leta 1945 je regija med indonezijskim bojem za neodvisnost doživela obdobje tranzicije in pretresov. Med japonsko okupacijo in ko so indonezijski nacionalisti 17. avgusta 1945 razglasili neodvisnost, se je mesto preimenovalo v Džakarto.  Leta 1945 so ga za kratek čas zasedli zavezniki in ga vrnili Nizozemcem. Nizozemsko ime Batavija je ostalo mednarodno priznano ime, dokler ni bila dosežena indonezijska neodvisnost in je Džakarta 27. decembra 1949 razglasila nacionalno prestolnico. 

## Družba
Batavija, ustanovljena kot trgovsko in upravno središče nizozemske vzhodnoindijske družbe, nikoli ni bila mišljena kot nizozemska naselbina. Jan Pieterszoon Coen je ustanovil Batavijo za trgovino, kjer so prebivalci mesta proizvajali in dobavljali hrano. Ni bilo migracij nedotaknjenih nizozemskih družin in v Bataviji je bilo malo Nizozemk. Nastala je mešana družba; razmerja med Nizozemci in Azijkami se običajno niso končala s poroko, ženske pa niso imele pravice do vrnitve v Nizozemsko republiko. Ta družbeni vzorec je ustvaril skupino mestizov v Bataviji. Ker je Nizozemska vzhodnoindijska družba raje ohranila popoln nadzor nad svojim poslom, je bilo zaposlenih veliko število sužnjev.
Ženske so postale pomembna značilnost družbene mreže Batavije; bile so navajene opravka s sužnji in so govorile isti jezik (večinoma portugalsko in malajsko). Mnoge od teh žensk so postale vdove; njihovi možje so zapustili Batavijo, da bi se vrnili na Nizozemsko, pogosto pa so bili odstranjeni tudi njihovi otroci.
Večina prebivalcev Batavije je bila azijskega porekla. Na tisoče sužnjev so pripeljali iz Indije in Arakana ; kasneje so bili sužnji pripeljani z Balija in Sulavezija. Da bi se izognili vstaji, je bila sprejeta odločitev o osvoboditvi javanskega ljudstva iz suženjstva. Kitajci so predstavljali največjo skupino v Bataviji (večinoma so bili trgovci in delavci) in so bili najbolj odločilna skupina v razvoju mesta. Drugi prebivalci so bili Malajci ter muslimanski in hindujski trgovci iz Indije.
Sprva so te etnične skupine živele skupaj; vendar je bila leta 1688 uvedena segregacija domorodnega prebivalstva. Vsaka etnična skupina je bila prisiljena živeti v svoji vasi zunaj mestnega obzidja. Vsaka oseba je bila označena za identifikacijo svoje etnične skupine; kasneje so bile identifikacijske oznake nadomeščene s pergamentom.
Batavija je v 18. stoletju doživela več epidemij malarije, saj so se na njenih močvirjih razmnoževali komarji.  Bolezen je pomorila številne Evropejce in Batavije se je prijel vzdevek "pokopališče Evropejcev".  Bogatejši evropski naseljenci so se preselili v južnejša območja v višje lege.  :101
Znotraj obzidja Batavije so bogati Nizozemci zgradili visoke hiše in kanale. Komercialne priložnosti so pritegnile indonezijske in kitajske priseljence, vse večje prebivalstvo pa je obremenjevalo mesto. V 18. stoletju je bilo več kot 60 odstotkov prebivalstva Batavije sužnjev, ki so delali za nizozemsko vzhodnoindijsko družbo. Zakoni so ščitili sužnje pred preveč krutimi dejanji njihovih gospodarjev; Krščanski sužnji so bili osvobojeni po smrti svojih gospodarjev, drugim sužnjem pa je bilo dovoljeno imeti trgovino in zaslužiti denar za nakup njihove svobode.
Čeprav je Batavija postala politično in upravno središče Nizozemske Vzhodne Indije in glavno pristanišče v trgovini jugovzhodne Azije, je prebivalstvo mesta ostalo razmeroma maloštevilno. Ocene prebivalstva v zgodnjem 19. stoletju so bile manjše kot v Surabaji, čeprav jo je do konca stoletja prehitela; popis leta 1920 je pokazal 306.000 prebivalcev v primerjavi s 192.000 v Surabaji, 158.000 v Semarangu in 134.000 v Surakarti. Njegovo prebivalstvo je hitro naraščalo in deset let kasneje preseglo pol milijona. 
Prebivalstvo nizozemske Vzhodne Indije ni bilo nikoli čisto evropsko. Od 30.000 nizozemskih državljanov v nizozemski Vzhodni Indiji leta 1860 je bilo manj kot 5.000 čistih Nizozemcev. Sedemdeset odstotkov prebivalstva je bilo moških, saj je več moških priseljencev prišlo iz Evrope. 
Suženjstvo je v Bataviji obstajalo do njegove odprave leta 1853. Sužnji so večinoma živeli v zadnjem delu vrta glavne hiše in so bili plačani, z brezplačno hrano in prenočiščem. Sužnje, znane kot baboe, so kuhale in skrbele za otroke. 
Otroci so hodili v šolo, kjer so bili učitelji lokalno usposobljeni. Veliko otrok ni končalo šolanja; da bi se temu zoperstavil, je šolski sistem podeljeval nagrade uspešnim otrokom. 
Ko je bil Stamford Raffles guverner Jave, je spremenil družbeno interakcijo v batavski družbi. Raffles ni odobraval sproščenega nizozemskega kodeksa oblačenja, kjer je veliko moških nosilo javanska oblačila. Raffles in njegova žena Olivia sta predstavila evropska oblačila (z veliko bele barve zaradi tropskega podnebja) za moške in ženske. 
Ko so Britanci leta 1815 zapustili Batavijo, se je večina domorodcev vrnila v prvotno javansko obleko, vendar so nekateri novi vidiki ostali. Moški domorodci, ki so bili izbrani za vladajočo elito, so nosili evropska oblačila v službi, po urah pa so se preoblekli v saronge in kebaje. Nizozemci z nižjim rangom bi lahko ves dan nosili lokalni stil. Ženske so na uradnih dogodkih nosile saronge in kebaya, kjer so nosile oprijeta oblačila ali bogato obarvano (ali cvetlično) blago – v slogu britanske Indije – in batik šale.